# Albert Diekerhof

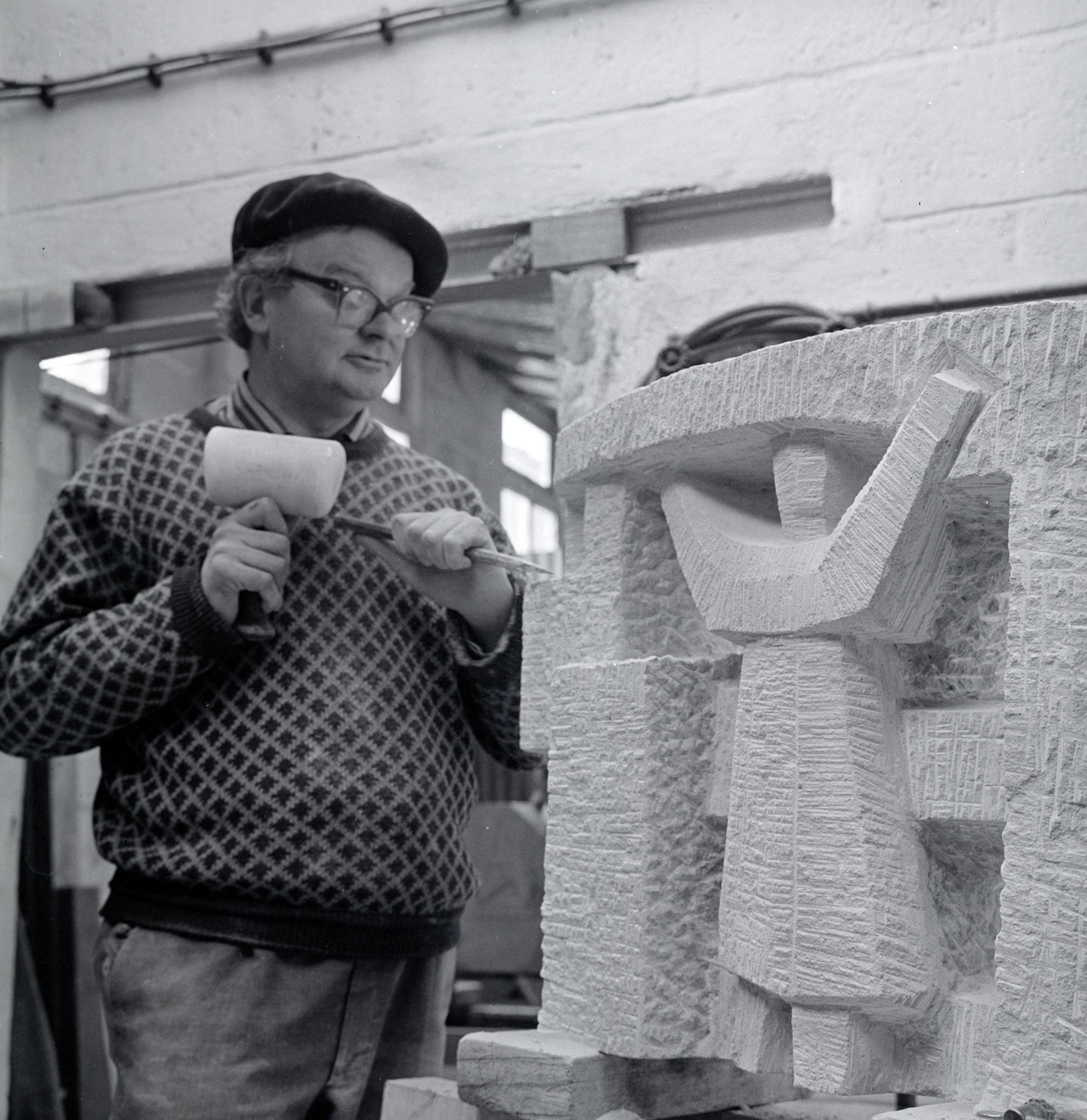
Werkend aan een van de reliëfs voor het Christelijk Lyceum in Arnhem (1964)

Albert (Ab) Diekerhof (Arnhem, 31 augustus 1917 – aldaar, 1 december 1997) was een Nederlands beeldhouwer en medailleur.

## Leven en werk
Albert of Ab Diekerhof was een zoon van koopman Berend Diekerhof en Willemina Samsen. Hij wilde aanvankelijk reclametekenaar worden en bezocht daarvoor de Middelbare School voor Beeldende Kunsten en Kunstnijverheid van het Genootschap Kunstoefening in Arnhem. Hij maakte de overstap naar de beeldhouwklas van Gijs Jacobs van den Hof en studeerde in 1941 af. Hij werkte vervolgens een aantal jaren als assistent van Jacobs van den Hof en John Grosman. Na de Tweede Wereldoorlog werd hij medailleur bij de firma Gerritsen en Van Kempen in Zeist. Hij leerde er zijn vrouw Frederiek Niekerk kennen, die werkte als emailleur. Diekerhof ontwierp bij Gerritsen en Van Kempen, onder meer in opdracht van prins Bernhard, een legpenning ter herinnering aan de overgave van de Duitsers, die in 1947 aan generaal Foulkes werd aangeboden. Hij vestigde zich als rond 1947 als autonoom kunstenaar in Arnhem.
Diekerhof maakte penningen, reliëfs en beelden in steen, brons of metaal, vaak met geabstraheerde mens- en dierfiguren, speelplastieken voor scholen, en preekstoelen en doopvonten voor een aantal protestantse kerken. Zijn eerste werk in de openbare ruimte was een standbeeld van Karel van Gelre in Arnhem. Het initiatief voor dit beeld was genomen in 1938, ter gelegenheid van het 400e sterfjaar van de hertog. Diekerhof voerde het uit met Joop Hekman, onder leiding van hun leermeester Jacobs van den Hof. Het beeld werd in 1949 geplaatst.
Diekerhof was lid van de Werkgemeenschap Arnhemse Kunstenaars, waarmee hij ook exposeerde. Hij exposeerde verder onder meer tijdens de eerste beeldententoonstelling in Sonsbeek in 1949. Toen koningin Juliana de editie van 1952 bezocht, leidde Diekerhof haar rond. Naast zijn beeldhouwwerk trad Diekerhof als baritonzanger op in het land, waarbij hij negrospirituals vertolkte, begeleid door zijn vrouw op de piano. Vanaf 1958 was hij ook tekendocent, hij gaf les aan het Christelijk Lyceum, de Louise de Collignyschool en de Academie van Bouwkunst in Arnhem.
Diekerhof overleed op 80-jarige leeftijd en werd begraven op Moscowa.

## Enkele werken
- 1943: penning golfclub De Pan
- 1946: penning ter herinnering aan de onderwaterzetting van Walcheren
- 1946: penning ter herinnering aan de slag om Arnhem
- 1947: penning ter herinnering aan de capitulatie van de Duitsers
- 1949: standbeeld Karel van Gelre, Jansplaats, Arnhem
- 1950: Herdenkingsmonument 1940-1945, Kerkstraat, Dinxperlo
- 1955: penning voor Het Geldersch Landschap
- ca. 1956: reliëf voor de Salvatorkerk in Arnhem
- 1957: speelplastiek (twee vogels) voor J.R. Snoeck Henkemansschool aan de Nieuwersluisstraat in Den Haag
- ca. 1957: natuurstenen preekstoel en doopvont voor de Maranathakerk in Ermelo
- ca. 1957: natuurstenen preekstoel voor de Gereformeerde kerk vrijgemaakt, Frederik Hendrikplein, in Eindhoven
- 1962 glas-in-betonraam, met Petrus en de haan, voor de Opstandingskerk in Arnhem
- 1964: De rank, bronzen muurreliëf aan school, Pinkenbergseweg, Velp
- 1964: muurreliëfs Christelijk Lyceum aan de Bernhardlaan in Arnhem
- ca. 1964 doopvont en kraagstenen voor de Raadskapel van de Eusebiuskerk in Arnhem[5]
- 1967: zuil met vogels, Kwikkelstraat, Dinxperlo
- 1967: Vogels, smeedijzeren beeld op sokkel, Van Cranenborchstraat / Van Haapstraat, Nijmegen
- 1975: Fuga, bronzen muurreliëf aan cultureel centrum, Stationslaan, Harderwijk
- 1977: zandstenen zuil met dieren, De Elst 1, campus Wageningen
- 1980: bronzen muurreliëf aan gymnastieklokaal, Johan de Wittlaan, Harderwijk
- 1989: reliëfs voor de Maranathakerk in Ermelo[6]
- speelplastiek (olifantje) voor kleuterschool De Klimop in Arnhem
- natuurstenen doopvont voor de Hervormde kerk in Bilthoven
- muurplastieken in de Moriakapel aan de Lisztstraat in Arnhem

## Foto's

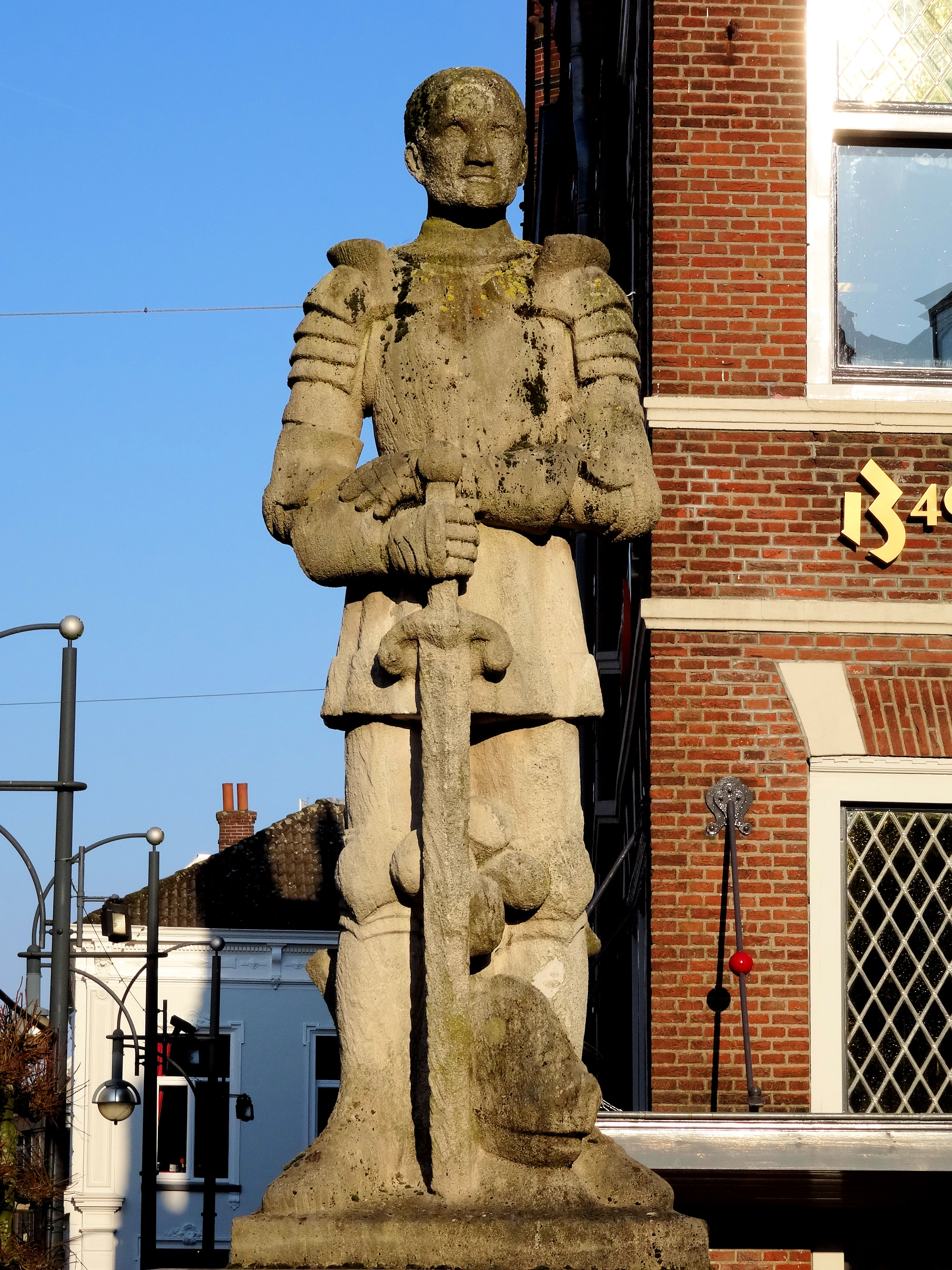
Karel van Gelre (1949), Arnhem
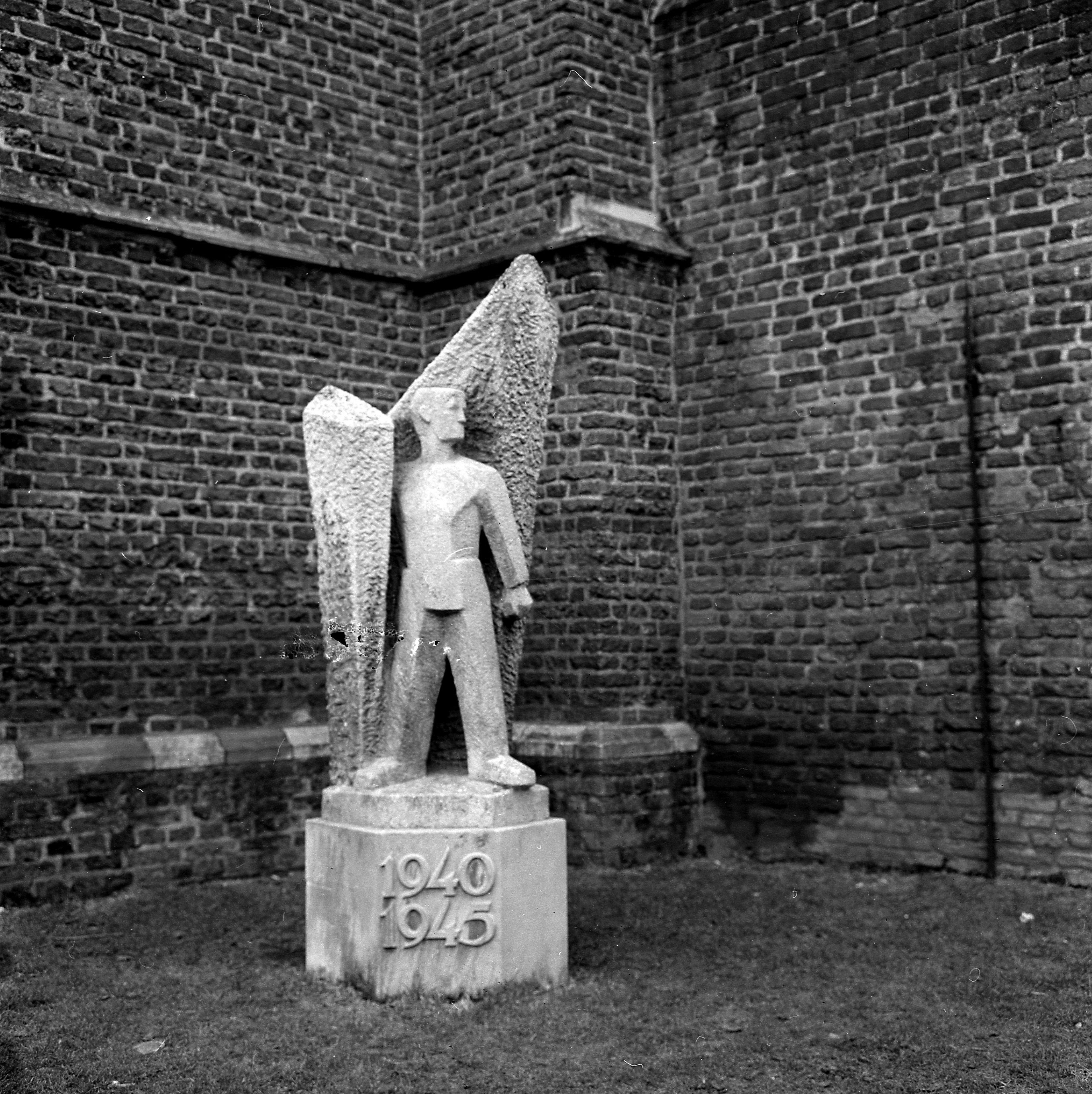
Herdenkingsmonument 1940-1945 (1950), Dinxperlo
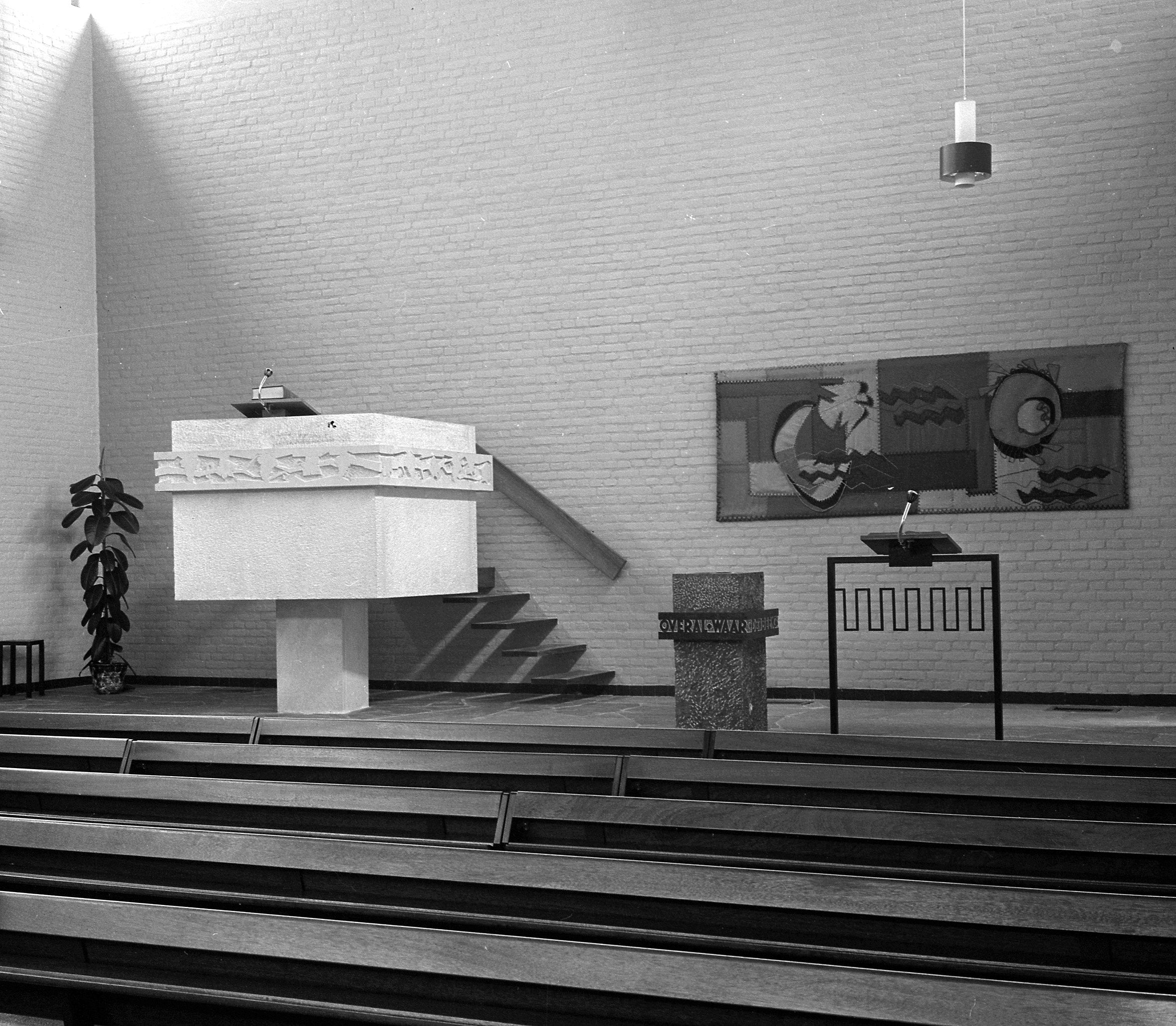
Preekstoel en doopvont (ca. 1957), Maranathakerk, Ermelo
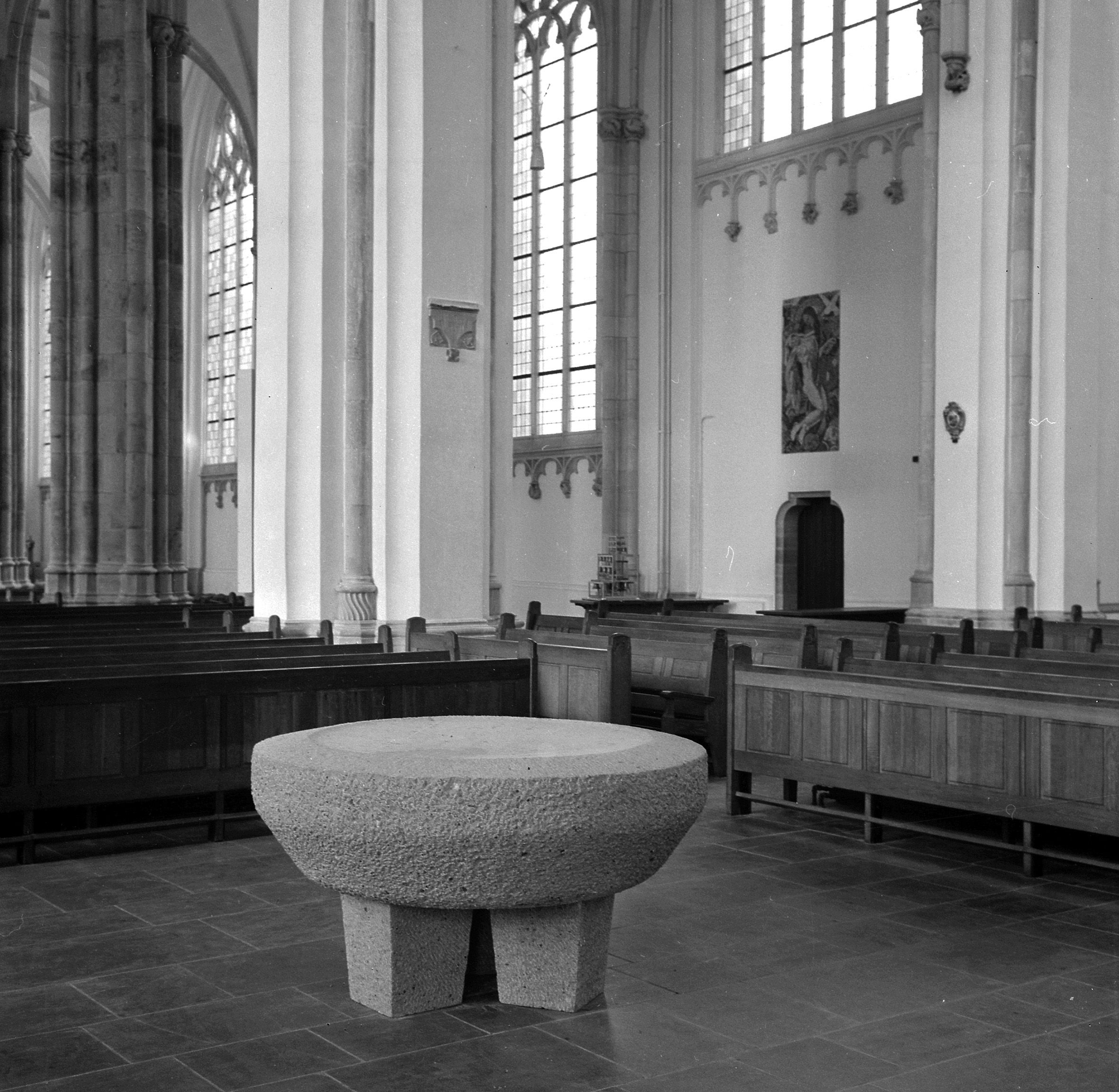
Doopvont Eusebiuskerk (ca. 1964), Arnhem
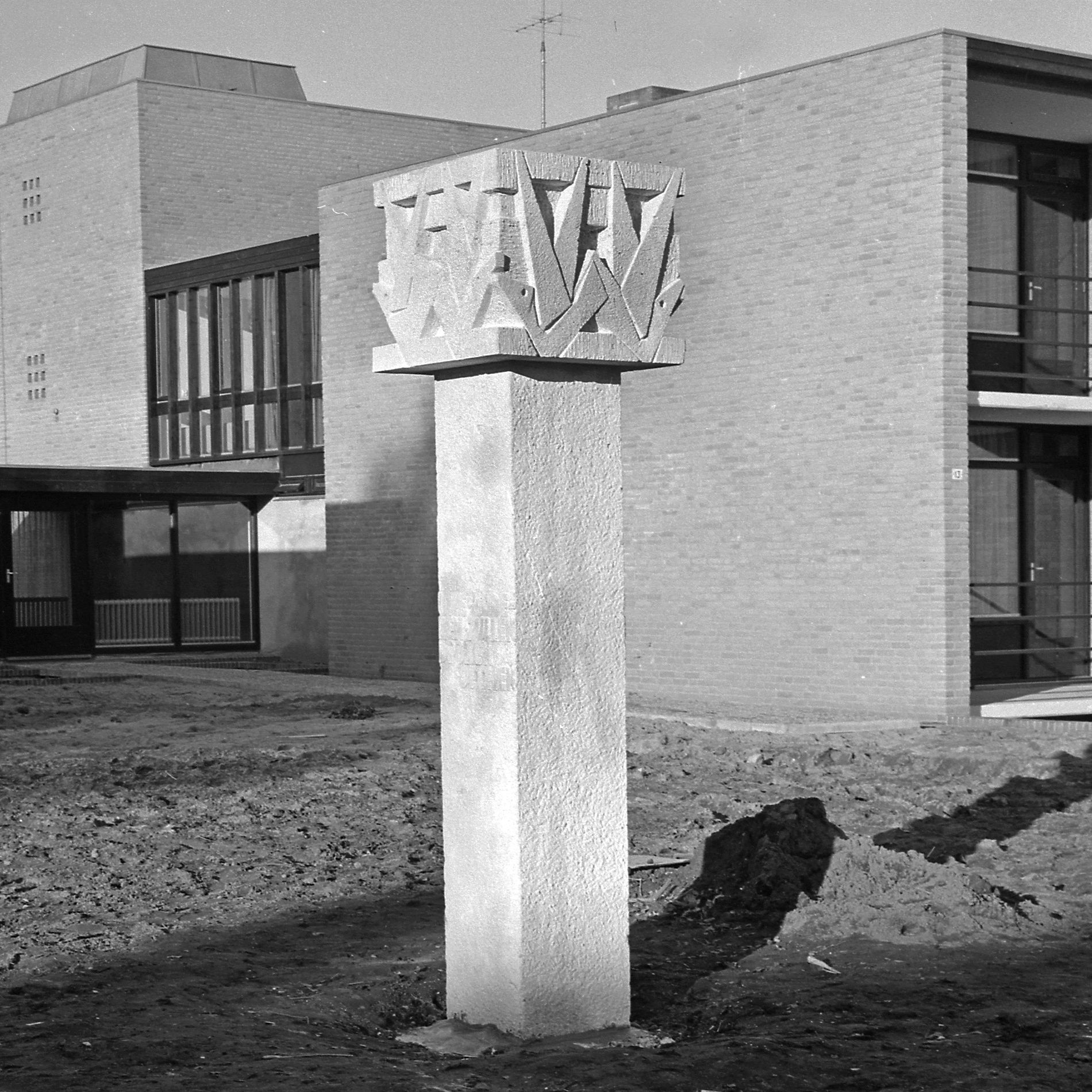
Zuil met vogels (1967), Dinxperlo

- RKD-Nederlands Instituut voor Kunstgeschiedenis: 22605